# Matej Miljatovič
Matej Miljatovič (ur. 23 czerwca 1979 w Ptuju) – słoweński piłkarz, występujący na pozycji obrońcy.